# Pieter van Musschenbroek
Pieter van Musschenbroek (14. března 1692, Leiden – 19. září 1761, Leiden) byl nizozemský matematik a fyzik. Objevil kapacitní odpor a roku 1746 vynalezl tzv. Leydenskou láhev, první kondenzátor elektrické energie (nádoba naplněná vodou, do níž byl zaveden kovový drát procházející zátkou - voda tak byla jednou elektrodou, druhou ruka držící láhev). Stejné zařízení ve stejnou dobu vynalezl nezávisle Němec Ewald Georg von Kleist, ale vynález nepublikoval.
Musschenbroek vystudoval lékařství na univerzitě v Leidenu (1715), vzdělání fyzikální a matematické si poté doplňoval v Londýně, mj. u Issaca Newtona, jehož myšlenky pak rozšířil na kontinentě. Poté si doplnil ještě vzdělání filozofické - jako filozof proslul hájením ontologického argumentu boží existence. Později byl jmenován profesorem na univerzitách v Duisburgu (1719), Utrechtu (1723) a v rodném Leidenu (1739), a to v různých oborech. V roce 1734 se stal členem Royal Society, roku 1747 Švédské Královské akademie věd.